# Scotorythra hyparcha
Scotorythra hyparcha är en fjärilsart som beskrevs av Edward Meyrick 1899. Scotorythra hyparcha ingår i släktet Scotorythra och familjen mätare. Inga underarter finns listade.